# Víctor Godoi
Víctor „Cococho“ Godoi (* 31. März 1975 in Comodoro Rivadavia, Argentinien) ist ein ehemaliger argentinischer Boxer im Superfliegengewicht.

## Profikarriere
1995 begann er erfolgreich seine Profikarriere. Am 7. November 1998 boxte er gegen Pedro Morquecho um den Interims-Weltmeistertitel des Verbandes WBO und siegte durch geteilte Punktrichterentscheidung. Ihm wurde noch im selben Jahr der volle Weltmeister-Status der WBO zugesprochen. Allerdings verlor er den Gürtel bereits in seiner ersten Titelverteidigung am 8. Juni 1999 an Diego Morales durch Aufgabe in der 11. Runde.
2005 beendete er seine Karriere.